# Реформированное правительство (Центральный и Южный Китай)

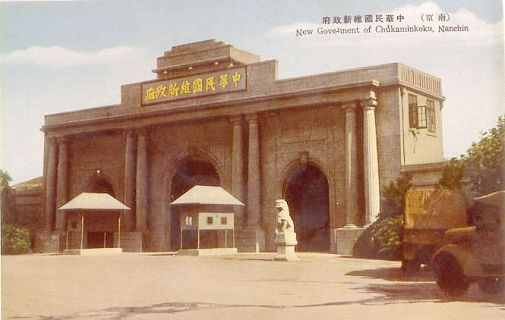
Здание, в котором размещалось в Нанкине Реформированное правительство Китайской республики

Реформированное правительство Китайской республики (кит. 中華民國維新政府, Zhōnghuá Mínguó Wéixīn Zhèngfǔ или яп. 中華民国維新政府, Chuka Minkoku Ishin Seifu) — марионеточное прояпонское правительство, созданное японцами на оккупированной ими территории Центрального и Южного Китая во время Японо-китайской войны. Номинально оно контролировало территории провинций  Цзянси, Чжэцзян и Аньхой, а также городов центрального подчинения Нанкин и Шанхай. Официально его создание было провозглашено в Нанкине 28 марта 1938 года, возглавил его Лян Хунчжи, который ранее был одним из лидеров «аньхойской клики». 3 мая 1938 года власть Реформированного правительства признал Су Сивэнь, возглавлявший прояпонское марионеточное Правительство «Большого пути» города Шанхай.
30 марта 1940 года было слито с «Временным правительством Китайской республики» в прояпонское марионеточное правительство Китайской республики.
Флаг Реформированного правительства был основан на знамени Бэйянского правительства Первой Республики, которое демонстрировало принцип «Пять рас в одном союзе». Отличие от оригинального флага состоит в наличии девиза «和平建國» (мирное построение государства) на белой полосе флага, и изображённого выше надписи стилизованного пламени, символизирующего революционные порывы души и всеочищающий огонь.